# 秦泉寺尚
秦泉寺 尚（じんぜんじ ひさし、1951年-）は日本の男子スポーツ科学者。高知県高知市出身。
高知大学卒業で筑波大学大学院修士課程コーチ学専攻修了。学生時代から陸上競技選手として短距離走を専門にしており、今でもマスターズ陸上に選手や役員として参加している。
現在は宮崎大学教育文化学部の助教授を務めている。